# جوزيف مروا
جوزيف مروا (بالإنجليزية: Joseph Marwa) (مواليد 15 يوليو 1964) هو ملاكم تنزاني، مثّل بلاده في الألعاب الأولمبية الصيفية في دورتي 1988 و1992.

## روابط خارجية
جوزيف مروا على موقع بوكس ريك (الإنجليزية) (registration required)
- جوزيف مروا على موقع اللجنة الأولمبية الدولية (الإنجليزية)
- جوزيف مروا على موقع أوليمبيديا (الإنجليزية)
- جوزيف مروا على موقع اتحاد ألعاب الكومنولث (مؤرشف) (الإنجليزية)